# Zwartkopvlowants
De zwartkopvlowants (Halticus apterus) is een wants uit de familie van de blindwantsen (Miridae). De soort werd het eerst wetenschappelijk beschreven door Carl Linnaeus in 1758.

## Uiterlijk
De tamelijk ovaal gevormde blindwants is meestal kort gevleugeld en kan 2 tot 2,5 mm lang worden. Soms komen langvleugelige varianten voor en die kunnen 2,5 tot 3,5 mm lang worden. De wants heeft in verhouding lange, geelachtige antennes. Het lichaam is glanzend zwart met kleine dunne haartjes. Het achterlijf is sterk naar beneden afgebogen. De soort heeft gele pootjes met zwarte dijen. Met de pootjes kan het dier goed springen, net als een vlo, vandaar de Nederlandse naam. De soort kan in Nederland verward worden met de andere vertegenwoordigers uit het genus Halticus, zoals de geelkopvlowants (Halticus luteicollis), die heeft echter goudgele haartjes op het lichaam en een gele kop. Ook de bruinkopvlowants (Halticus saltator) lijkt er op maar die heeft een geelbruin of roodbruine kop.

## Leefwijze
De soort overwintert als eitje en kan waargenomen worden in droge gebieden met kruiden en een zand of kalkrijke bodem van juni tot september. Er is één generatie per jaar en onder gunstige omstandigheden kan er een tweede generatie zijn.

## Leefgebied
De soort is vanaf 1955 alleen nog in Zuid-Limburg waargenomen en is in Nederland zeldzaam. Verder leeft de soort verspreid over het Palearctisch gebied, van Europa tot Noord-Afrika en tot in China in Azië.